# Ruggeri de' Figiovanni
Ruggeri de' Figiovanni è la prima novella della decima giornata del Decameron di Giovanni Boccaccio; la vicenda è narrata dal personaggio di Neifile.

## Trama
A Firenze viveva un cavaliere molto rinomato di nome Ruggeri de’ Figiovanni. Egli, credendo di essere mal glorificato alla corte fiorentina, decise di mettersi al servizio di Alfonso re di Spagna. Mentre era al servizio del sovrano Ruggeri compì innumerevoli prodezze, ma notò che nonostante ciò il re non gli donò mai nulla anche se era sua peculiarità fare doni a persone che non li meritavano. 
Questo spinse messer Ruggeri a chiedere un'udienza al re, che per affrontare il viaggio gli donò la sua mula più bella, ma mandò anche un suo famigliare a compiere il viaggio con Ruggeri fingendosi un viandante, messer Ranieri, per poi riferirgli quello che egli diceva nei confronti del re.
I due partirono per il viaggio e dopo tre ore si fermarono per far riposare le bestie, che defecarono tutte tranne la mula del re; il giorno seguente, mentre stavano abbeverando le bestie al fiume, la mula del re defecò nel fiume, questo fece esclamare di rabbia messer Ruggeri che affermò che la mula rispecchiava proprio il comportamento del padrone. 
Una volta arrivato dal Re, il messer Ranieri gli riferì tutto e una volta iniziata l’udienza con Ruggeri gli chiese perché lo avesse paragonato alla mula; Ruggeri rispose dicendo che proprio come il re non dona a chi se lo merita la mula non defeca dove deve, a questo il re rispose dicendo che la colpa era della fortuna di Ruggeri se egli non gli aveva mai fatto alcun dono e per provarglielo gli mostrò due forzieri chiusi, uno pieno di gioielli e l’altro di terra: Ruggeri aveva il permesso di tenerne uno a sua scelta, e lui prese quello pieno di terra, dimostrando, a detta del re, che era la fortuna quella che era contro a Ruggeri. In segno della grande magnanimità del Re poté tuttavia tenere il forziere pieno di ricchezze.

## Personaggi
Ruggeri de' Figiovanniun cavaliere toscano molto noto grazie alla sua provenienza di nobile famiglia ed ai suoi valori.
Alfonso d'Ispagnaattuale re di Spagna molto caritatevole verso i non meritevoli e assente verso i più bisognosi.
Ranierifamigliare del Re di Spagna con il compito di origliare i pensieri del cavaliere.

## Messaggio intrinseco
Come ogni componimento facente parte della raccolta del Decameron, questo racconto contiene un messaggio intrinseco che potrebbe essere riassumibile dicendo che, per raggiungere il successo, nella vita oltre alla bravura e al talento serve anche un po’ di fortuna (come nel lavoro del mercante, citato dallo stesso Boccaccio).